# Technische Universität Darmstadt
Technische Universität Darmstadt (forkortet TU Darmstadt) er et forskningsuniversitet med afdelinger i Darmstadt. TU Darmstadt er et af de mest velansete universiteter i Tyskland. Med 25.000 studerende er det en af de største universiteter i den tyske delstat Hessen.